# Park Narodowy Ulu Temburong
Park Narodowy Ulu Temburong – pierwszy park narodowy w Brunei, ustanowiony w 1991 roku. Położony jest w południowej części dystryktu Temburong, zajmując około 40% jego powierzchni. Stanowi część obszaru chronionego Batu Apoi Forest Reserve. Park jest znany jako „Green Jewel of Brunei” (pl. Zielony Klejnot Brunei), gdyż zawiera dżunglę w naturalnym stanie. Opisany został jako „najznakomitszy przykład sukcesu polityki ochrony lasu sułtanatu”. Najważniejszymi przepływającymi przez park rzekami są Temburong oraz Belalong. Park stanowi ważne centrum ekoturystyki w Brunei. Na terenie dystryktu znajduje się również rezerwat Peradayan Forest Reserve.

## Geografia

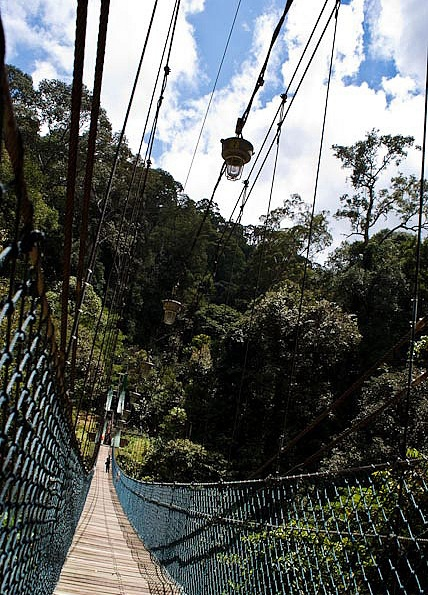
Most wiszący w Ulu Temburong

Park Narodowy Ulu Temburong znajduje się we wschodnim Brunei, w dystrykcie Temburong. Graniczy z trzema innymi dystryktami oraz malezyjskim stanem Sarawak. Znajdujące się w nim nizinne lasy deszczowe pokrywają obszar o powierzchni 550 km². Południowa część parku obejmuje górzysty region o szczytach dochodzących do 1800 m n.p.m. wysokości oraz nizinami u stóp północnych stoków. Teren poprzecinany jest kilkoma rzekami, które formują wąskie doliny ciągnące się do rejonów nadbrzeżnych.

## Turystyka
Po parku można podróżować jedynie po rzece, wykorzystując długie łodzie wiosłowe odpływające ze stolicy, Bandar Seri Begawan. Pierwszym celem łodzi jest miasto Bangar, stolica dystryktu. Podróż z Bangar do Batang Duri odbywa się drogą. Tam rozpoczyna się właściwa podróż rzeką Temburong do parku. Na terenie parku zbudowana została kompleksowa sieć kładek, mostów i schodów umożliwiająca zwiedzenie wszystkich jego rejonów. Stworzona została również ścieżka umożliwiająca obejrzenie piętra koron drzew. Zbudowana została ze stalowych wież wspierających sieć linowych dróg, które wiszą do 50 m wysokości nad podłożem. Przyjeżdżający w ten rejon turyści mogą się zatrzymywać w Ulu Ulu Resort. 

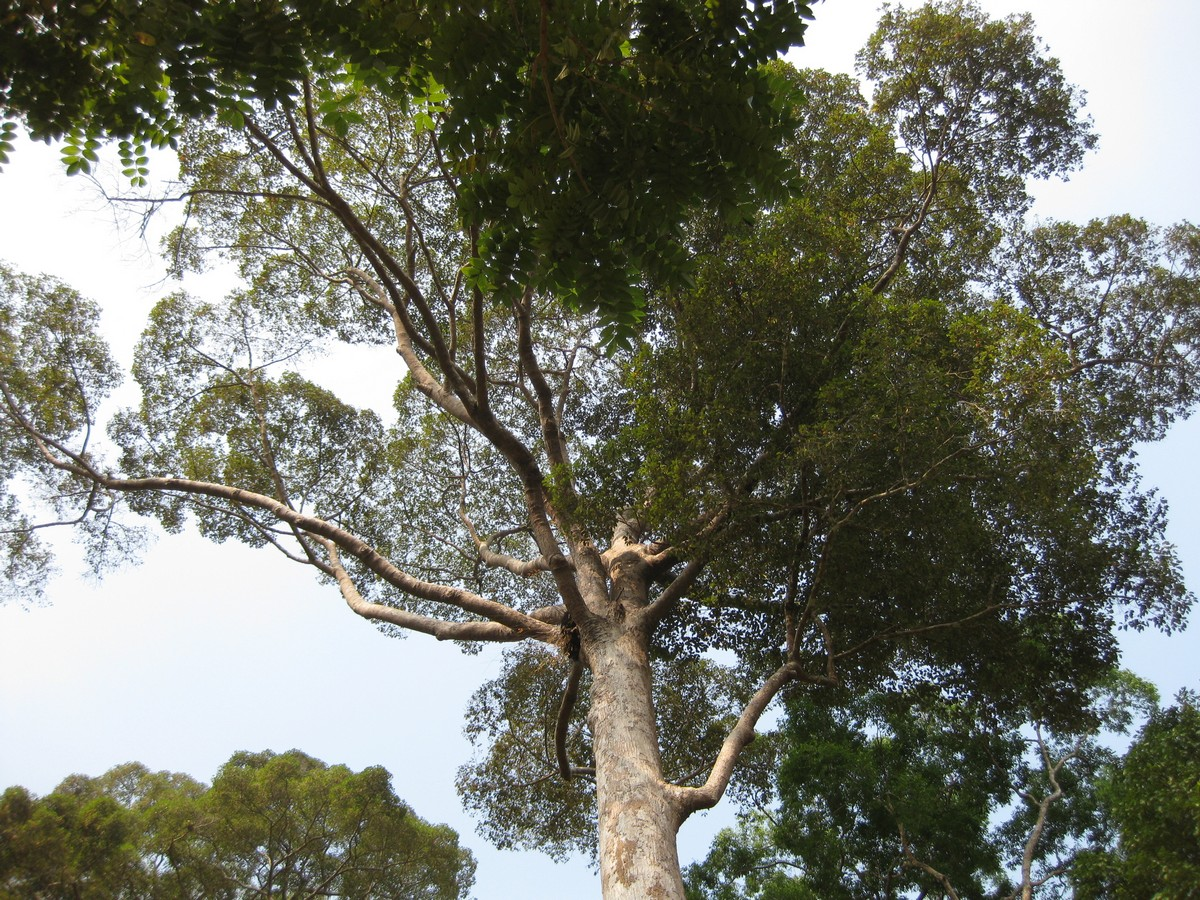
Świetlista korona drzewa Dipterocarpus

## Flora
W szacie roślinnej obszar dominują rodzaje: Shorea, Dryobalanops i Dipterocarpus. W głównych lasach nizinnych i wyżynnych dominuje Dipterocarpus, natomiast nizinne lasy reglowe znajdują się w części południowo-wschodniej. W rejonach przybrzeżnych dominują lasy mangrowe. Pospolite są także różne gatunki rotangu. Wśród innych występujących tu roślin są: imbiry, begonie, ostrojowate, obrazkowate, figowce oraz iksory. Wzdłuż rzek spotkać można palmy, paprotniki, mszaki i porosty.

## Fauna

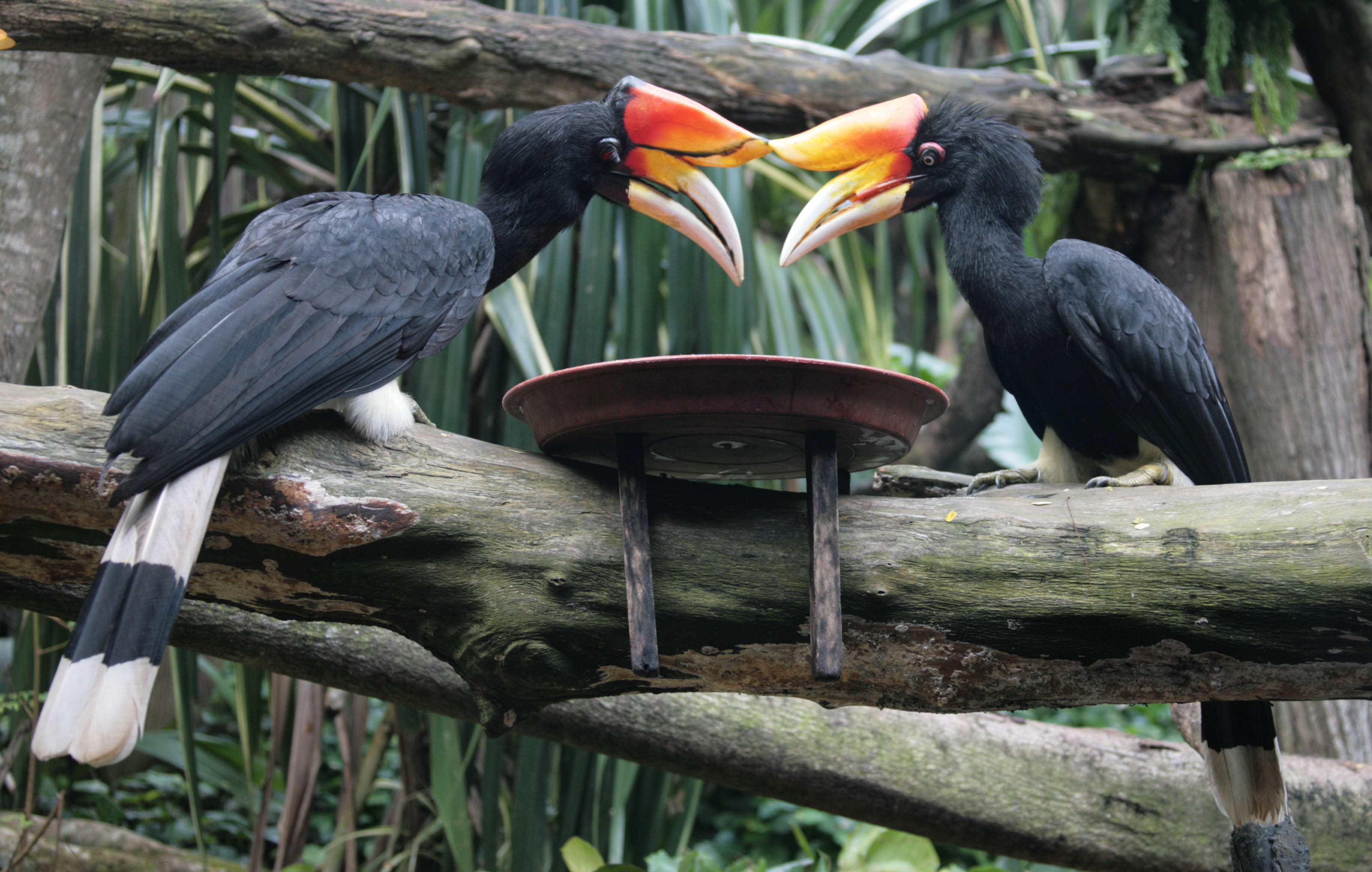
Dzioborożec żałobny

Do fauny parku należą m.in.: ssaki, gady, owady i ptaki. Znanym, całkowicie nadrzewnym gatunkiem jest gibon borneański, pozbawiony ogona, brązowo-szaro ubarwiony naczelny. Z parku znane są też wiewiórki Exilisciurus exilis, żaby Staurois natator oraz węże z podrodziny Crotalinae.
Do bardziej znanych ptaków należą: dzioborożec żałobny, dzioborożce z rodzaju Anorrhinus, szerokodzioby (w tym Eurylaimus ochromalus) oraz jerzykowate.
Do zamieszkujących teren parku owadów należy około 400 gatunków motyli, w tym: Idea stolli oraz Trogonoptera brookiana, mrówka Campanotus gigas, pluskwiaki z rodziny Fulgoridae oraz termity.

## Ochrona
Kontrolę nad parkiem sprawuje Departament Leśnictwa Ministerstwa Przemysłu i Głównych Zasobów. Siedziba główna parku znajduje się w pobliżu zbiegu rzek Temburong i Belalong, w utworzonej tam w 1991 stacji badawczej Kuala Belalong Field Study Centre. Park jest częścią międzynarodowego porozumienia w sprawie ochrony przyrody – Heart of Borneo (pl Serce Borneo).